# Allohelea neotropica
Allohelea neotropica är en tvåvingeart som beskrevs av Wirth 1991. Allohelea neotropica ingår i släktet Allohelea och familjen svidknott.
Artens utbredningsområde är Jamaica. Inga underarter finns listade i Catalogue of Life.